# Pete Felleman
Jaap Albert Louis Sidney ("Pete") Felleman (Zandvoort, 17 mei 1921 – Amstelveen, 11 februari 2000), radiomaker en platenlabelmanager, was de eerste diskjockey in de geschiedenis van de Nederlandse radio. Hij stond niet alleen bekend om zijn kennis van de jazzmuziek, maar ook om zijn 'donkerbruin' stemgeluid.

## Loopbaan
Als jazzliefhebber had hij al vroeg belangstelling voor populaire muziek. Op 6 juni 1947 presenteerde hij zijn eerste radioprogramma, Swing & Sweet, from Hollywood & 52nd Street, bij de VARA. Deze show was per aflevering steeds gewijd aan één artiest. Als herkenningsmelodie werd het lied "Trumpet Blues" van Harry James and his Musicmakers gebruikt. In 1951 veranderde de naam van het programma in LP Parade, waarin Felleman meer kwijt kon, omdat per uitzending verschillende genres aan bod konden komen.
Felleman presenteerde ook de allereerste hitparade op de Nederlandse radio, op zaterdag 2 juli 1949. De hitlijst was gebaseerd op Billboards Best Sellers Chart en het programma droeg simpelweg de titel Hitparade. Naast de Hitparade presenteerde Felleman van 1948 tot 1957 ook het programma USA Cabaret, dat zich afspeelde in een fictieve jazzclub met een bigband op het podium. Al zijn programma's kenmerkten zich door een groot perfectionisme; Felleman bereidde de uitzendingen werkelijk tot op de seconde voor.
Vanaf 1953 was hij ook werkzaam in de platenbranche. In 1960 werd hij ingehuurd door de baas van Artone, Jan Vis, om als labelmanager het sublabel Funckler op poten te zetten. Hierop werden als belangrijkste "kleine" Amerikaanse labels Chess Records en vanaf 1962 het jonge dynamische label Motown uitgebracht. Daarmee was Nederland buiten de Verenigde Staten het eerste land waar Motown onder zijn eigen naam verscheen. Het gevolg was een stroom singles en elpees in de door verzamelaars, wereldwijd, zeer gezochte fotohoesjes. In 1969 werd Motown te groot voor Artone en verhuisde het label, inclusief Pete Felleman, naar de Bovemadivisie. Tot 1978 was Felleman daar Motownlabelmanager Nederland en tegelijkertijd Coördinator Motown voor Europa.
Felleman maakte een eerste comeback als presentator op de radio in 1967, toen hij voor de NRU en de KRO jazzprogramma's presenteerde als Profile en Where the action is. Dit duurde echter maar twee jaar. Zijn tweede comeback, in 1985, was van langere duur. Op initiatief van Peter Flik kreeg hij in het VPRO-programma Borát een eigen rubriek, De soul van Pete Felleman, drie jaar later gevolgd door De jazz van Pete Felleman.
In 1992 werd Pete Felleman tijdens het North Sea Jazz Festival onderscheiden met een Bird Award wegens zijn "grote verdiensten voor de jazzmuziek".
Pete Felleman overleed in 2000 op 78-jarige leeftijd.